# Ulrika Gustafsson
Ulrika Gustafsson, född 1978, är en finländsk litteraturvetare, redaktör och författare.
Ulrika Gustafsson disputerade i litteraturvetenskap på Åbo akademi 2007 med avhandlingen Världsbild under sammanställning: individ, ensamhet och gemenskap i Ulla-Lena Lundbergs författarskap.